# De levensboom
De levensboom is een hoorspel van Tuulikki Soini. Loes Pihlajamaa vertaalde het en de TROS zond het uit op woensdag 28 maart 1979. Aan de piano zat Ko van der Heijde-Wijma. De regisseur was Bert Dijkstra. Het hoorspel duurde 50 minuten.

## Rolbezetting
- Hans Veerman (Roni)
- Ine Veen (Maiju)
- Georgette Hagedoorn (Maiju’s moeder)
- Willy Ruys (Maiju’s vader)
- Joke Reitsma-Hagelen (Sirpa)
- Paula Majoor (Majileen)
- Paul van Gorcum (portier)
- Frans Kokshoorn (taxichauffeur)

## Inhoud
Bij een verkeersongeval heeft Roni beide benen moeten verliezen. Tijdens zijn verblijf in het ziekenhuis wordt hij verliefd op de verpleegster Maiju. Als hij uit het ziekenhuis wordt ontslagen, besluiten zij te trouwen, wat op heel wat problemen stuit bij Maiju's familieleden. Zij storen zich niet aan alle bezwaren en zetten door. Maar als Maiju op een gegeven ogenblik een baby blijkt te verwachten en haar levensboom wil borduren, krijgt ze het wel heel zwaar te verduren, want - zo wordt er gemompeld - hoe kan Roni nu de vader zijn...